# Television (hudební skupina)
Television byla americká protopunková skupina, založená v roce 1973 v New York City.

## Vznik a počátky
Když spolu Američané Tom Verlaine a Richard Hell utíkali ze školy, tak zřejmě netušili, že z jejich přátelství a spolupráce vznikne jedna z nejsofistikovanějších kapel historie populární hudby.
V roce 1972 tedy můžeme pozorovat, jak k sobě Verlaine (kytara) & Hell (basa) přibírají bubeníka Billyho Ficcu a společně tvoří uskupení The Neon Boys. O rok později ale přichází do kapely posila v podobě druhého kytaristy Richard Lloyda a s ním i změna názvu na Television.
Kapela se zabydlela v newyorském klubu CBGB, kde se stala první rockovou kapelou, která tam vystupovala. Z klubu, který měl být zaměřen na country, se rychle stalo centrum známé jako srdce punkového hnutí.
Jenomže v roce 1975 se začaly vyhrocovat vztahy v kapele, a to především mezi Hellem a Verlainem, jejichž skladby tvořily páteř repertoáru kapely. Verlainovi vadilo, že se Hell na pódiu chová jako šílenec a jeho kousky zastiňují hudbu samotnou a Hell byl nespokojen s upřednostňováním Verlainových skladeb. Spory skončily Hellových odchodem a založením svého projektu The Heartbreakers ve kterém spojil síly s Johnny Thundersem a Jerry Nolanem, kteří téhož roku opustili The New York Dolls. Po rozpadu této kapely pokračoval Hell s názvem Richard Hell & The Voidoids.

## Marquee Moon
Na jeho místo v Television nastoupil Fred Smith (jedná se o jiného hudebníka, než byl kytarista Fred Smith ze skupiny MC5) a ještě v roce 1975 debutovala kapela se singlem Johnny's Litte Jewel. Ten málem způsobil další odchod, neboť Lloyd s ním vůbec nebyl spokojen a vážně zvažoval odchod. Nakonec si to ale rozmyslel a zůstal.
Regulérní deska s názvem Marquee Moon vplula na trh v roce 1977 a i přes nadšení kritiky se v USA její prodejnost rozhodně nepohybovala v závratných číslech. Naopak britské publikum desku poslalo na 28. místo hitparády. Television hudebně čerpali z odkazu kapel konce 60. let (The Stooges, Velvet Underground), ale byli podstatně lepší muzikanti a tudíž instrumentální stránka jejich skladeb byla zcela o něčem jiném. Charakteristickým znakem se stala vynikající souhra kytaristů Verlaina a Lloyda, jejichž party se navzájem prolínaly a proplétaly a určit, co je doprovod a co sólo, bylo často téměř nemožné.

## Adventure a rozpad
Další "televizní" počin se v obchodech s deskami objevil v roce 1978 a nesl název Adventure. Deska se sice v Británii dostala na 7. místo albového žebříčku, ale hudebně opustila syrovost debutu a materiál již rozhodně nebyl tak originální. Uvnitř kapely začalo opět docházet k uměleckým třenicím a když se k tomu ještě připojily problémy s drogami u Lloyda, tak bylo jasné, že kapelu čeká rozpad. Stalo se tak ještě roku 1978 a Veralain i Lloyd se vydali na sólové dráhy.

## Reunion
Reuniony se uskutečnily hned dva a první v roce 1992, kdy kapela dokonce vydala eponymní desku, ale po pár koncertech v roce 1993 se opět rozpadla. Podruhé došlo k obnovení kapely v roce 2001, přičemž od té doby Television příležitostně vystupovali až do května 2019, kdy odehráli krátké severoamerické turné. Lídr kapely Tom Verlaine zemřel v roce 2023, čímž zanikla možnost na další aktivity kapely.